# الانتخابات الرئاسية الأرمنية 1991

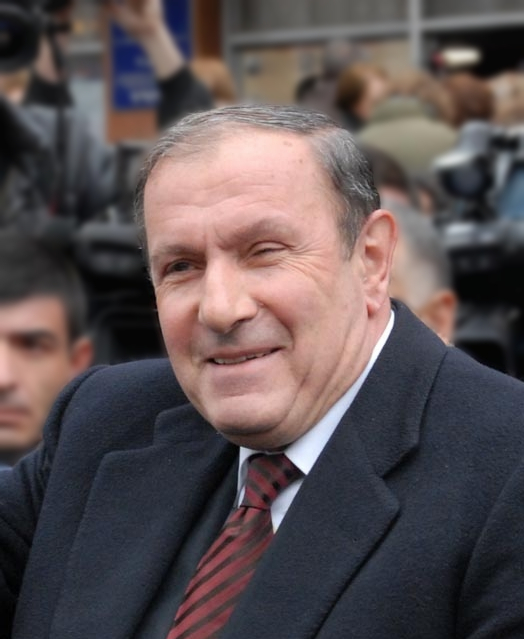
ليفون تير-بيتروسيان.

أجريت الانتخابات الرئاسية لأول مرة في أرمينيا في 17 أكتوبر 1991م. وكانت النتيجة فوز ليفون تير-بيتروسيان بنسبه 83٪ من الأصوات. وكانت نسبة المشاركة 70٪.